# 福島泰蔵
福島 泰蔵（ふくしま たいぞう、慶応2年5月23日（1866年7月5日） - 明治38年（1905年）1月28日）は、日本陸軍の軍人。弘前歩兵第31連隊の中隊長として、八甲田山雪中行軍を成功させた人物として知られている。出身は上野国の天領（関東在方掛[岩鼻陣屋]管轄）､後に群馬県新田郡世良田村 （現在の伊勢崎市境平塚）。

## 経歴
慶応2年（1866年）5月23日、上野国新田郡世良田村（現群馬県伊勢崎市平塚）で廻船運送業を営む福島泰七、あさの長男として生まれる。群馬県師範学校卒業後、新田郡第一小学校で教鞭を執る。明治19年（1886年）陸軍教導団に進み、明治21年（1888年）9月卒業。工兵軍曹として仙台の工兵大隊に赴任するが、歩兵科に転科し高崎歩兵第15連隊第三中隊に所属し二等卒から二等軍曹まで昇進する。明治22年（1889年）12月陸軍士官学校に入学、明治24年（1891年）7月同校を卒業（士官候補生2期）し見習士官となる。明治25年（1892年）3月21日陸軍歩兵少尉に任官し、歩兵第15連隊付となる。明治27年（1894年）11月14日陸軍歩兵中尉に昇進する。同年の日清戦争では金州城攻略戦、徐家山砲台、蓋平、営口、田庄台各攻略戦などに従軍し、翌明治28年（1895年）5月に高崎に凱旋。明治29年（1896年）3月12日、台湾守備歩兵第1連隊付に転属、同年9月11日に歩兵第15連隊に復帰。明治30年（1897年）7月19日、陸地測量部班員に補される。
明治31年（1898年）10月10日陸軍歩兵大尉に昇進し、歩兵第31連隊第1大隊第2中隊長に赴任。明治33年（1900年）2月6日15時から7日朝にかけて、弘前西南原野で雪中露営演習を実施。同年3月から9月まで中隊長のまま陸軍戸山学校に射撃学生として入学、村田式連発銃と三十年式歩兵銃の性能を比較研究している。明治34年（1901年）2月8日から9日にかけて、岩木山雪中強行軍を実施。2つの部隊に弘前 - 鯵ヶ沢 - 青森、弘前 - 鯵ヶ沢のそれぞれ約100キロ、53キロの道のりを踏破させた。同年7月26日から30日にかけては夏季強行軍を実施、弘前 - 十和田 - 五戸 - 野辺地 - 青森 - 弘前の265キロの道のりを最高気温33度に達する中4泊5日で踏破した。明治35年（1902年）1月20日から31日にかけて、八甲田山で総勢38名からなる雪中行軍を実施した。29日に弘前歩兵第31連隊は無事に青森に到着した。一方で、ぼぼ同時に青森 - 田代 - 三本木 - 八戸で雪中行軍を実施した歩兵第5連隊は遭難し多くの死傷者を出した。
同年3月14日歩兵第四旅団副官となる。10月13日、成田きえと結婚。明治36年（1903年）9月12日、歩兵第32連隊第10中隊長に転任。明治37年（1904年）2月17日、長女操が誕生、同月日露戦争開戦。歩兵第32連隊は10月14日、沙河会戦のさなか、大連湾の柳樹屯に上陸した。明治38年（1905年）1月28日、黒溝台会戦において戦死。同日付で陸軍歩兵少佐に進級し、正六位に叙せられた。遺言により、利根川沿に伊勢崎市境平塚の福智山天人寺に葬られた。
平成24年（2012年）4月12日、八甲田雪中行軍遭難事件について、福島少佐が記した報告書や手記、論文、手紙など計241点が陸上自衛隊幹部候補生学校に寄贈された。親族が生家で保管していたもので、2004年の日露戦争開戦100周年を機に、公開を検討していたものである。

## 雪中行軍遭難事件について
上記のとおり、八甲田山での大量遭難について福島は青森帰着後に事態を知ったとされているが、伊藤薫著『八甲田山 消された真実』（山と渓谷社、2018年刊）では2004年に発見された陸軍大臣宛て報告を引用し、福島率いる弘前隊が行軍中に放置された銃と兵士の凍死体を発見し青森隊の遭難を認識しながら、雪中行軍を最初に発案し成功させるための功名心から見なかったことにして行軍を続行したと指摘している。また同書では、当時の陸軍も事件に対する非難を免れるため、福島が遭難を知っていた事実を隠蔽したとしている。
しかし、実際には福島は1月29日に田茂木野に到着次第捜索隊長木村少佐に銃2挺及び2死体の発見位置と状況などを報告している（「歩兵第五連隊雪中行軍遭難に関する諸官の報告　捜索実施詳報　遭難付近地方状況報告綴りの中に含まれている一等軍医生　武谷永城から児玉源太郎陸軍大臣宛て報第一号（明治三十五年一月三十日）」中の文書「在田茂木野木村少佐報告」）。

## 演じた俳優
- 高倉健 - 映画『八甲田山』（1977年、仮名の徳島大尉として登場）
- 中山仁 - テレビドラマ『八甲田山』（1978年、仮名の徳島大尉として登場）

## 栄典
位階
- 1892年（明治25年）7月6日 - 正八位[26]
- 1895年（明治28年）2月28日 - 従七位[27]
- 1898年（明治31年）12月22日 - 正七位[28]
- 1904年（明治37年）3月18日 - 従六位[29]
- 1905年（明治38年）1月28日 - 正六位[30]

勲章等
- 1895年（明治28年）
  - 10月12日 - 勲六等単光旭日章[31]
  - 11月18日 - 明治二十七八年従軍記章[32]
- 1902年（明治35年）5月31日 - 勲五等瑞宝章[33]
- 1905年（明治38年）1月28日 - 功五級金鵄勲章・勲四等旭日小綬章[34]